# Rolige Bræ
Rolige Bræ är en glaciär i Grönland (Kungariket Danmark).   Den ligger i kommunen Sermersooq, i den centrala delen av Grönland, 1 200 km nordost om huvudstaden Nuuk. Rolige Bræ ligger 506 meter över havet.
Terrängen runt Rolige Bræ är kuperad västerut, men österut är den bergig. Rolige Bræ ligger nere i en dal.  Trakten runt Rolige Bræ är nära nog obefolkad, med mindre än två invånare per kvadratkilometer. Det finns inga samhällen i närheten. Trakten runt Rolige Bræ är permanent täckt av is och snö.